# 我的鯨魚老爸
《我的鯨魚老爸》（英語：The Whale）是一部2022年美國劇情片，改編自山繆·D·亨特的同名戲劇，講述一名重達272公斤的中年男子為了同性情人拋棄家人，但情人過世後因為痛苦和內疚暴飲暴食，並且嘗試與女兒修復關係。電影由戴倫·艾洛諾夫斯基執導和監製，亨特編寫改編劇本，主演陣容包括布蘭登·費雪、莎蒂·辛克、周洪、珊曼莎·摩頓以及泰·辛普金斯。
《我的鯨魚老爸》2022年9月4日登上第79屆威尼斯影展首映，2022年12月9日由A24安排美國上映。電影獲得正面為主的評價，影評家稱讚費雪與周洪的演出表現，但艾洛諾夫斯基導演則獲得兩極分化的反響。費雪為此提名第80届金球奖、第28屆评论家选择电影奖和第95届奥斯卡金像奖最佳男主角。最終該片贏得第95屆奧斯卡金像獎奥斯卡最佳男主角奖以及最佳化妝與髮型設計獎。

## 演員
- 布蘭登·費雪飾演查理（Charlie）
- 莎蒂·辛克飾演艾莉（Ellie）
- 周洪飾演莉茲（Liz）
- 珊曼莎·摩頓飾演瑪麗（Mary）
- 泰·辛普金斯飾演湯瑪斯（Thomas）
- 沙迪亞·斯里達倫（Sathya Sridharan）飾演丹（Dan）[8]

## 製作
《我的鯨魚老爸》改編自山繆·D·亨特的同名戲劇。2021年1月11日，A24獲得電影改編權，由戴倫·艾洛諾夫斯基執導，布蘭登·費雪主演。2021年2月，莎蒂·辛克、周洪和珊曼莎·摩頓加入劇組。2021年3月4日，泰·辛普金斯簽約出演。沙迪亞·斯里達倫（Sathya Sridharan）也參演了電影。
電影主要拍攝於2021年3月8日展開， 2021年4月7日在紐約紐堡市宣告殺青。同月，電影進入後期製作階段。2021年6月，費雪透露本片「已大功告成」，自己的角色含有「大量化妝及假肢」。

## 發行
《我的鯨魚老爸》2022年9月4日登上第79屆威尼斯影展舉行全球首映，獲得觀眾起立鼓掌6分鐘。2022年9月11日參加多倫多國際影展，布蘭登·費雪在该电影节上獲頒演员致敬奖。電影2022年9月11日在北美首映；2022年12月9日在美國院線上映。

## 反響
《我的鯨魚老爸》獲得影評界普遍好評，費雪的表演特別受到肯定。電影在爛番茄網站上根據132條評論取得67%的新鮮度，平均得分7／10，網站共識評論寫道：「在出色的布蘭登·費雪的帶領下，《我的鯨魚老爸》演唱了一首讓大多數觀眾感同身受、為之哭泣的歌曲。」Metacritic根據40位評論家，電影獲得61分（滿分100分），代表「普遍好評」。

## 外部連結
- 互联网电影数据库（IMDb）上《我的鯨魚老爸》的资料（英文）